# Ilorin
Ilorin – miasto w Nigerii, stolica stanu Kwara. Szóste pod względem ludności miasto kraju. Liczy około 1,1 mln mieszkańców (2010).
Ośrodek przemysłu spożywczego i tytoniowego. Węzeł transportowy. W mieście jest międzynarodowe lotnisko. W Ilorin mieszczą się uczelnie: University of Ilorin i Al-Hikmah University. W mieście znajduje się stadion pierwszoligowego klubu piłkarskiego.
Ilorin zostało założone w połowie XV wieku przez Jorubów.